# Diabliniec
Diabliniec (1240 m) – reglowy szczyt w zachodnich zboczach Doliny Lejowej w polskich Tatrach Zachodnich. Jest wysunięty z tych zboczy najdalej na wschód. Od Wierchu Spalenisko (1234 m) Diabliniec oddzielony jest dość głęboką przełęczą Kominiarskie Siodło. Lejowy Potok opływa go z trzech stron; południowej, wschodniej i północnej.
Pomiędzy stokami Diablińca i znajdującej się naprzeciwko niego Zadniej Kopki Dolina Lejowa zamienia się w wąwóz zataczający łuk wokół Diablińca, natomiast powyżej Diablińca ulega znacznemu rozszerzeniu (znajduje się na nim Niżnia Polana Kominiarska). Według geologów dawniej Diabliniec tworzył z Zadnią Kopką jeden masyw, na południe od którego znajdowała się druga dolina, będąca boczną odnogą Doliny Kościeliskiej i łącząca się z nią przez Przysłop Kominiarski. Jednak Lejowy Potok przerżnął się w północnym kierunku. W ten sposób Dolina Lejowa, która dawniej sięgała tylko po Diabliniec, obecnie podchodzi pod Kominiarski Wierch.
Nazwa szczytu pochodzi od tego, że jego stoki są „diabelnie strome”. Diabliniec jest całkowicie porośnięty lasem i nie prowadzi przez niego żaden szlak turystyczny.